# Bartomeu Melià
Bartomeu Melià Lliteres (Porreras, Baleares, 7 de diciembre de 1932-Asunción, 6 de diciembre de 2019) fue un jesuita, lingüista y antropólogo español, con ciudadanía paraguaya desde 2011.

## Biografía
Ya sacerdote, se radicó en 1954 en Paraguay, donde inició sus estudios de la lengua y de la cultura guaraní; teniendo al padre Antonio Guasch como su primer profesor. 
En 1969 obtuvo un doctorado en la Universidad de Estrasburgo con la tesis La creación de un lenguaje cristiano en las misiones de los guaraníes en el Paraguay, tornándose discípulo y colaborador de León Cadogan. 
Exprofesor de etnología y de cultura guaraní en la Universidad Católica de Asunción, fue presidente del Centro de Estudios Antropológicos de esa misma universidad. Director de las revistas Suplemento Antropológico y de Estudios Paraguayos, hasta 1976, cuando fue obligado a salir del país luego de repudiar públicamente la masacre sistemática de los ache-guayaki. 
En Brasil desde 1977, alternó investigaciones científicas con un trabajo de indigenista primeramente entre los Enawene nawe de Mato Grosso del Sur. En Paraguay alternó sus trabajos de campo entre los guaraníes; con investigaciones en etnohistoria y en etnolingüística. 
Participó activamente de diversos programas de educación intercultural bilingüe, tanto en Paraguay como en Argentina, Bolivia y Brasil.

## Honores
- Premio Bartolomé de las Casas, vigésima edición: por su entrega a las causas de los pueblos indígenas de Paraguay, Brasil, Argentina y de Bolivia, así como por su defensa de la lengua guaraní.[6]
- Miembro de la Comisión Nacional de Bilingüismo de Paraguay.
- Miembro de la Academia Paraguaya de la Lengua Española.
- Orden Nacional del Mérito en el grado Comuneros, por su defensa a pueblos guaraníes de Argentina, Brasil, Bolivia y Paraguay y por la defensa del idioma guaraní.[7]
- Doctor honoris causa por la Universidad Pontificia Comillas. 18 de abril de 2018.

## Obras
- Educación indígena y alfabetización. Ed. Centro de Estudios Paraguayos Antonio Guasch, 100 pp. 2008. ISBN 99953-49-02-7
- Nicolás del Techo, bartomeu Melià. Historia de la provincia del Paraguay de la compañía de Jesús. Lengua y cultura guaraní. Ed. Centro de Estudos Paraguayas Antonio Guasch. 741 pp. 2005. ISBN 99925-895-3-1
- El don, la venganza y otras formas de economía guaraní. Ed. Centro de Estudios Paraguayos Antonio Guasch. 254 pp. 2004
- Historia inacabada futuro incierto: VIII Jornadas Internacionales sobre las Misiones Jesuíticas, Encarnación, Paraguay, 28 al 30 de setiembre de 2000. Ed. Centro de Estudios Paraguayos A. Guasch. 2002. 611 pp. ISBN 99925-849-1-2
- Pueblos indígenas en el Paraguay: demografía histórica y análisis de los resultados del censo naciónal de población y viviendas, 1992. Ed. Presidencia de la República, Secretaría Técnica de Planificación. 411 pp. 1997
- El Paraguay inventado. Ed. Centro de Estudios Paraguayos Antonio Guasch. 131 pp. 1997
- Gua'i rataypy - Fragmentos del folklore guaireño. León Cadogan; preparado por Bartomeu Melià) 1998, 177 pp.
- bartomeu Melià, luis Farré , a. Perez. El guaraní a su alcance. 249 pp. 1995
- Elogio de la lengua guarani. 179 pp. 1995
- bartomeu Melià, liane ma. Nagel. Guaraníes y jesuitas en tiempo de las misiones. Una bibliografía didáctica. 305 pp. 1995
- El guaraní conquistado y reducido. Ensayos de etnohistoria. Asunción: Centro de Estudios Antropológicos, Universidad Católica del Paraguay. 3ª edición ampliada y corregida. 1993, 301 pp.
- Arte de la lengua guaraní (1640, Antonio Ruiz de Montoya) Edición Facsimilar con introducción y notas por Bartomeu Melià, S. I. Transcripción actualizada del texto original por Antonio Carballos, 1993, 307 pp.
- La lengua guaraní del Paraguay: Historia, sociedad y literatura. Madrid 1992, 340 pp.
- Educaçao indígena e alfabetização. São Paulo 1979
- bartomeu Melià, georg Grünberg, friedl Grünberg. Suplemento antropológico. Ed. Centro de Estudios Antropológicos, Universidad Católica Ntra Sra de la Asunción144 pp. 1976
- La agonía de los ache-guayaki Asunción. 165 pp. 1973
- Ka'akupeñe'ê renda; ñande paî-tavytera ñande paraguaipe Pedro Juan Caballero. 1973
- Ko'êtî (Bartomeu Melià) 41 pp. edición. 1973
- león Cadogan, bartomeu Melià, Vicente Gauto, alberto Medina. Ywyra ñee̓ry, fluye del árbol la palabra: sugestiones para el estudio de la cultura guaraní. Ed. Centro de Estudios Antropológicos de la Universidad Católica Ntra Sra de la Asunción, 127 pp. 1971
- Guaraniés y jesuitas: ruinas de una civilización distinta. Ed. Loyola. 32 pp. 1969